# Galtara turlini
Galtara turlini är en fjärilsart som beskrevs av De Toulgoët 1979. Galtara turlini ingår i släktet Galtara och familjen björnspinnare. Inga underarter finns listade i Catalogue of Life.